# 富貴島
富贵岛（越南语：／），是南海上的一个岛屿，主权上属于越南，行政区划上属越南平顺省富贵县。
富贵岛西北距潘切市104千米，北距庆和省金兰市150千米，西距头顿市200千米，西南距昆仑群岛330千米。面积17.4平方千米。